# Giuseppe Domenichelli
Giuseppe Domenichelli (Bologna, 31 de julho de 1887 — Bologna, 13 de março de 1955) foi um ginasta italiano que competiu em provas de ginástica artística pela nação.
Domenichelli é o detentor deuma medalha olímpica, conquistada na edição de 1912, nos Jogos de Estocolmo. Na ocasião, foi o vencedor da prova coletiva ao lado de seus dezessete companheiros de equipe, quando derrotaram as seleções da Hungria e Reino Unido.